# Wanted Dread & Alive
| Recensione       | Giudizio    |
| ---------------- | ----------- |
| AllMusic         | [ 1 ]       |
| Robert Christgau | B           |
| Sputnikmusic     | 3.6 (Great) |

Wanted Dread & Alive è il quinto album in studio di Peter Tosh, pubblicato dalla Rolling Stones Records nel 1981.

## Tracce
Brani composti da Peter Tosh, eccetto dove indicato.
Edizione del Regno Unito ed Europa LP del 1981, pubblicato dalla Rolling Stones Records (CUNS 39113)
Lato A
1. Coming in Hot – 3:37
2. Nothing But Love – 3:44 (Fred Harris, Ella Mitchell)
3. Reggaemylitis – 6:31
4. Rock with Me – 3:36
5. Oh Bumbo Klaat – 4:45

Lato B
1. Wanted Dread and Alive – 4:24
2. Rastafari Is – 6:14
3. Guide Me from My Friends – 3:59
4. Fools Die (For Want of Wisdom) – 7:36

Edizione statunitense LP del 1981, pubblicato dalla Rolling Stones Records o EMI America Records (SO-17055)
Lato A
1. Coming in Hot – 3:37
2. Nothing But Love – 5:01 (Fred Harris, Ella Mitchell)
3. Reggae-Mylitis – 6:31
4. The Poor Man Feel It – 4:09
5. Cold Blood – 4:37

Lato B
1. Wanted Dread & Alive – 4:24
2. Rastafari Is – 6:14
3. That's What They Will Do – 4:35
4. Fools Die (For Want of Wisdom) – 7:36

Edizione CD del 2002, pubblicato dalla EMI America Records (7243 5 37693 2 1)
Brani composti da Peter Tosh.
1. Coming in Hot – 3:38
2. Nothing But Love – 3:46
3. Reggaemylitis – 6:37
4. Rok with Me – 3:44
5. Oh Bumbo Klaat – 4:58
6. Wanted Dread and Alive – 4:28
7. Rastafari Is – 6:32
8. Guide Me from My Friends – 4:02
9. Fools Die (For Want of Wisdom) – 7:38
10. The Poor Man Feel It – 4:09 – Bonus Track
11. Cold Blood – 4:37 – Bonus Track
12. That's What They Will Do – 4:35 – Bonus Track
13. Rok with Me – 6:19 – Bonus Track - Alternate Long Mix
14. Nothing But Love – 5:10 – Bonus Track - Long Version

## Musicisti
- Peter Tosh - voce solista, accompagnamento vocale, chitarra, tastiere, percussioni
- Robbie Shakespeare - basso
- Sly Dunbar - batteria
- Mikey Chung - chitarra ritmica
- Darryl Thompson - chitarra solista
- Robbie Lyn - tastiere
- Keith Sterling - tastiere
- Iziah "Sticky" Thompson - percussioni
- Noel "Skully" Simms - percussioni
- Pee-Wee (Pee Wee Walters) - flauto
- Dean Frazer - sassofono tenore, sassofono alto
- Nambo (Ronald Robinson) - trombone
- Arnold Brackenridge - tromba
- David Madden - tromba
- Lou Marini - strumenti a fiato (brano: Nothing But Love)
- Barry Rogers - strumenti a fiato (brano: Nothing But Love)
- Lew Soloff - strumenti a fiato (brano: Nothing But Love)
- Jon Faddis - strumenti a fiato (brano: Nothing But Love)
- The Tamlins (gruppo vocale) - accompagnamento vocale, cori
- Gwen Guthrie - voce solista (con Peter Tosh nel brano: Nothing But Love)
- Clive Hunt - arrangiamento strumenti a fiato (brano: Nothing But Love)

Note aggiuntive
- Peter Tosh - produttore, arrangiamenti
- Herbie Miller e Theresa Del Pozzo - coordinatori della produzione
- Registrazioni effettuate al Dynamics Studios di Kingston, Jamaica
- Geoffrey Chung - ingegnere delle registrazioni
- Michael Riley e Noel Hern - assistenti ingegnere delle registrazioni
- Mixato al A&R Studios di New York City, New York, Stati Uniti
- Geoffrey Chung - ingegnere del mixaggio (eccetto brano: Nothing But Love)
- Billy Jackson - ingegnere del mixaggio (solo nel brano: Nothing But Love)
- James Nichols e Julian McBrowne - assistenti ingegnere del mixaggio
- Neville Garrick - direzione artistica e grafica